# Rue Victor-Hugo (Mont-de-Marsan)
Pour les articles homonymes, voir Rue Victor-Hugo.
La rue Victor-Hugo est une voie de circulation de la commune de Mont-de-Marsan, dans le département français des Landes.

## Présentation
La rue Victor-Hugo est l'artère la plus administrative du chef-lieu du département des Landes, accueillant les principaux centres de pouvoir, avec notamment la préfecture des Landes au n°24 et le conseil départemental des Landes qui lui fait face au n°23.
Dans l'histoire de la ville, elle concentre les habitations de notables et familles fortunées de la ville. Une annonce de vente d'un immeuble face au nouvel hôtel de Préfecture parue dans le Journal des Landes du 11 novembre 1811 précise qu'elle constitue (avec l'actuelle rue Armand-Dulamon), « le plus beau quartier de la ville ». A cette époque, trois groupes sociaux s'y côtoient :
- nobles, militaires, propriétaires terriens, femmes rentières ;
- bourgeois : hommes de loi, médecins, négociants, fonctionnaires ;
- artisans[3].

## Situation et accès
Cette artère, une des plus anciennes de la cité, est située dans le centre historique, entre les cours de la Douze au nord et du Midou au sud. Longue de 360 mètres, elle est orientée dans le sens Est-Ouest. Sur son extrémité Est, elle se prolonge par l'avenue du Maréchal Foch et en son extrémité Ouest, par la rue Armand-Dulamon. Côté nord, elle croise la rue du 8-Mai-1945 et la rue Maubec.

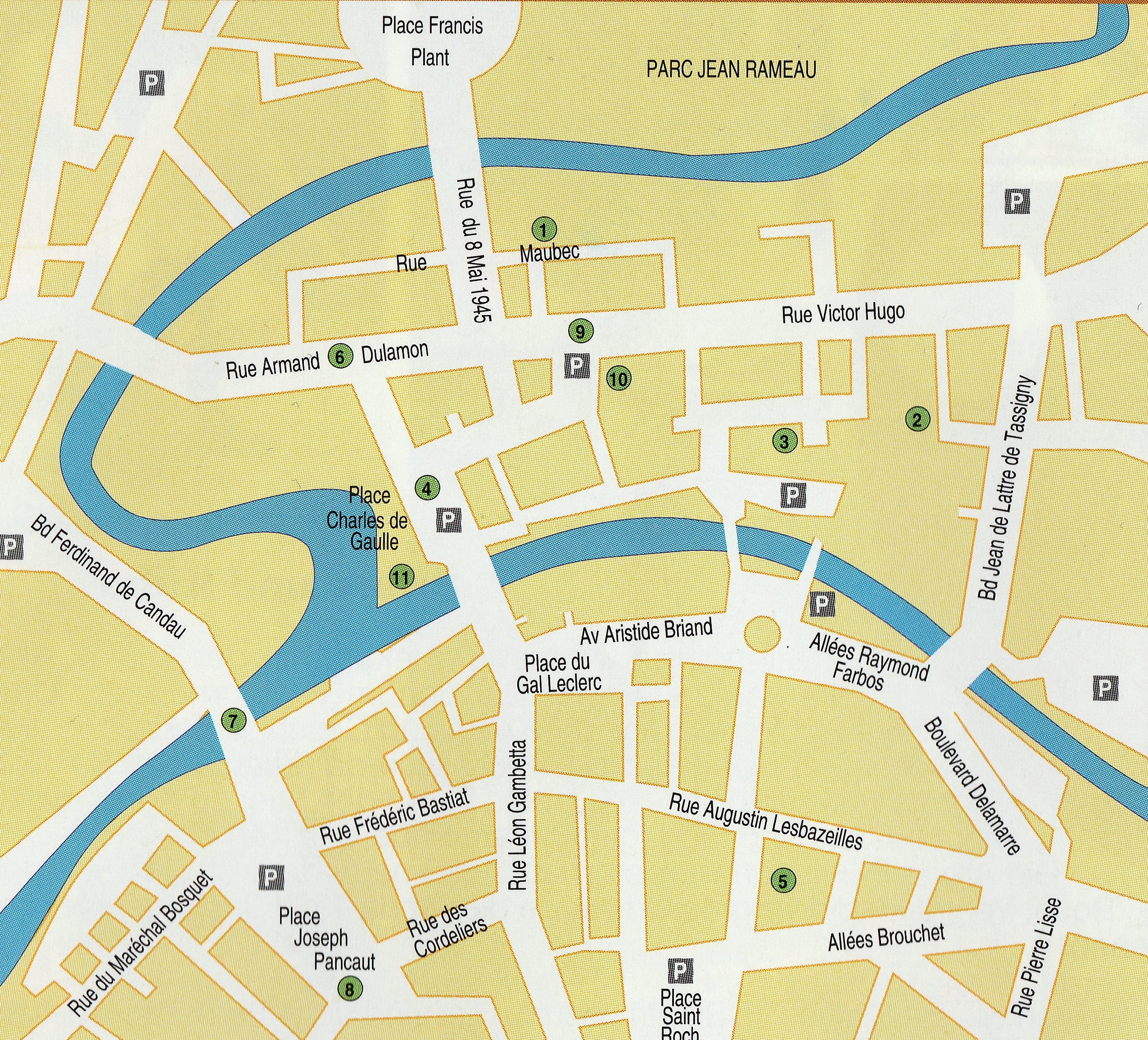
Situation de la rue Victor-Hugo
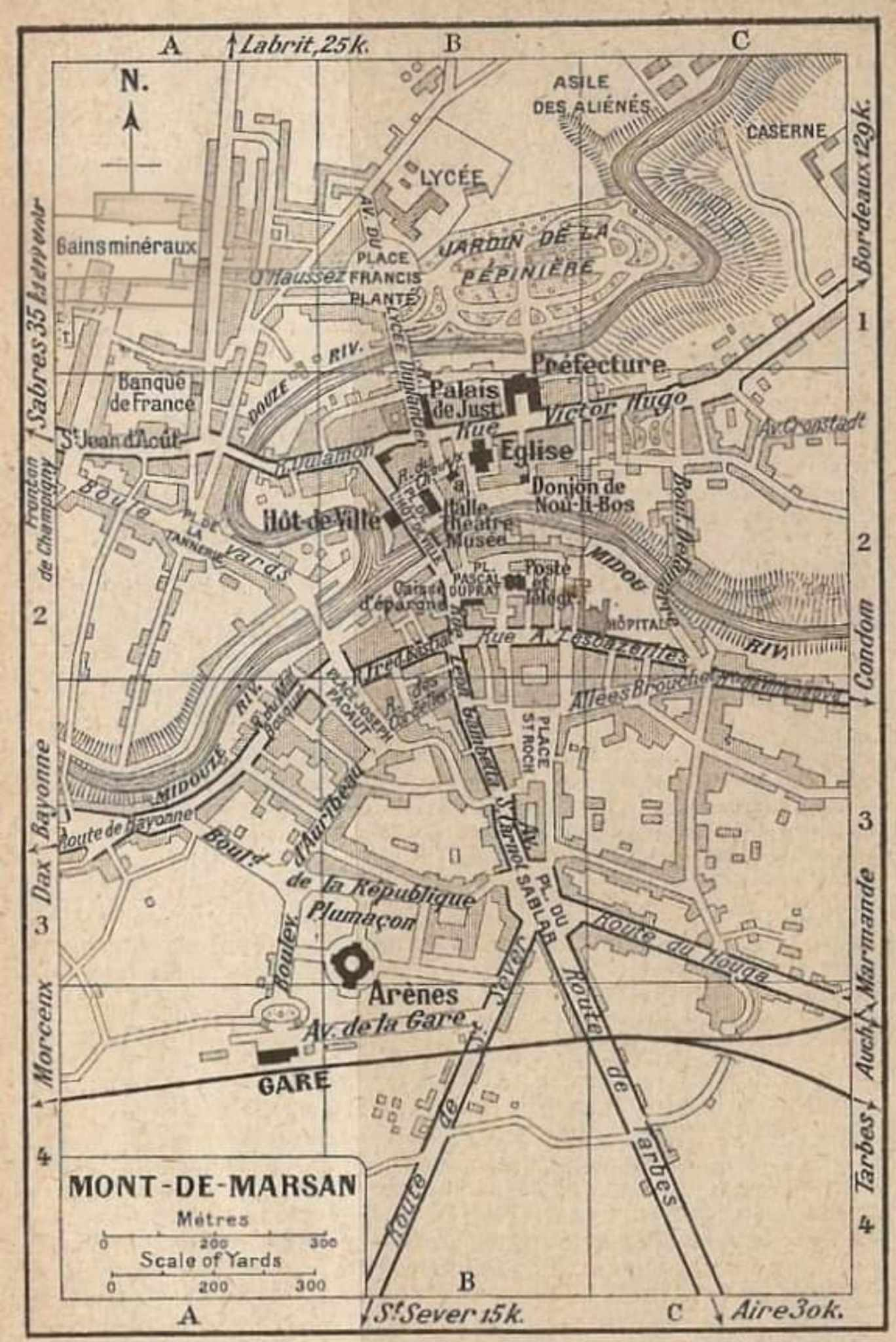
Situation de la rue Victor-Hugo, sur un plan ancien

## Origine du nom
Par délibération du conseil municipal datée du 14 avril 1899, la rue se voit attribuer le nom de Victor Hugo, écrivain français du XIXe siècle. Avant cette date, elle reçoit une dizaine de noms différents, donnés au gré des changements politiques, comme en témoignent actes notariés et délibérations du conseil municipal, faisant d'elle une des artères de la ville à avoir changé le plus souvent de dénomination.

## Historique

### Moyen Age
La fondation de Mont-de-Marsan entre 1133 et 1141 par Pierre de Marsan est caractérisée par l'implantation d'un château vicomtal à la confluence de la Douze et du Midou, au centre d'un petit bourg formant un quadrilatère d'environ 2 hectares délimité par les actuelles rue Dominique-de-Gourgues à l'Ouest, rue Lacataye au Sud, rue Pujolin à l'Est et rue Armand-Dulamon prolongée par la rue Victor-Hugo au Nord. Ce noyau primitif prend par la suite le nom de Bourg-Vieux pour le distinguer des faubourgs qui s'agglomèrent tour à tour à la cité.
L'axe formé par les actuelles rue Armand-Dulamon et Victor-Hugo est l'artère principale du Bourg-Neuf (Borg Nau), faubourg apparu peu de temps après la fondation du Bourg-Vieux. Cet axe porte le nom de rue du Bourg-Nau jusqu'à la Révolution française. Il est gardé par la porte de Campet à l'Ouest et la porte de Roquefort à l'Est (vraisemblablement située au niveau de l'actuel débouché de la rue des Remparts), . Avec le Bourg-Vieux, noyau primitif de la cité, le Bourg-Neuf devient un quartier de résidence de la noblesse et des notables de la ville.
En 1275 est fondé le premier couvent des Clarisses de Mont-de-Marsan, à l'extérieur des remparts de Mont-de-Marsan au niveau de l'actuel n°4 rue Victor-Hugo, près de la porte de Roquefort, par où les pèlerins pénètrent dans le bourg castral après avoir franchi la Douze par le pont de la May de Diù. Le couvent prend la place de l'hôpital Saint-Jacques, qui accueille et soigne depuis la fin du XIIe siècle ou le début du XIIIe siècle les pèlerins de Compostelle sur la voie limousine. Cet hôpital remplace lui-même un ancien prieuré bénédictin appartenant à l'abbaye de La Sauve-Majeure, peut-être voué à la Vierge Marie et qui aurait laissé son nom au pont de la May de Diù.
Le château de Nolibos, situé à l'emplacement actuel du n°18, est érigé au XIVe siècle. Il défend l'est de la ville avant d'être entièrement démoli en 1746.

### XVIesiècle
Henri III de Navarre, seigneur de la ville et futur roi Henri IV, ordonne la construction des Tenailles, dont la réalisation se fait entre 1585 et 1590 afin de renforcer la défense de la porte de Roquefort et du château de Nolibos face aux progrès de l'artillerie. La Grande Tenaille est ainsi érigée au sud de l'actuelle rue Victor-Hugo, à l'emplacement de l'actuel square des Anciens-Combattants, et la Petite Tenaille au nord, en remplacement du premier couvent des Clarisses, à l'emplacement de l'actuel parking de la Douze.

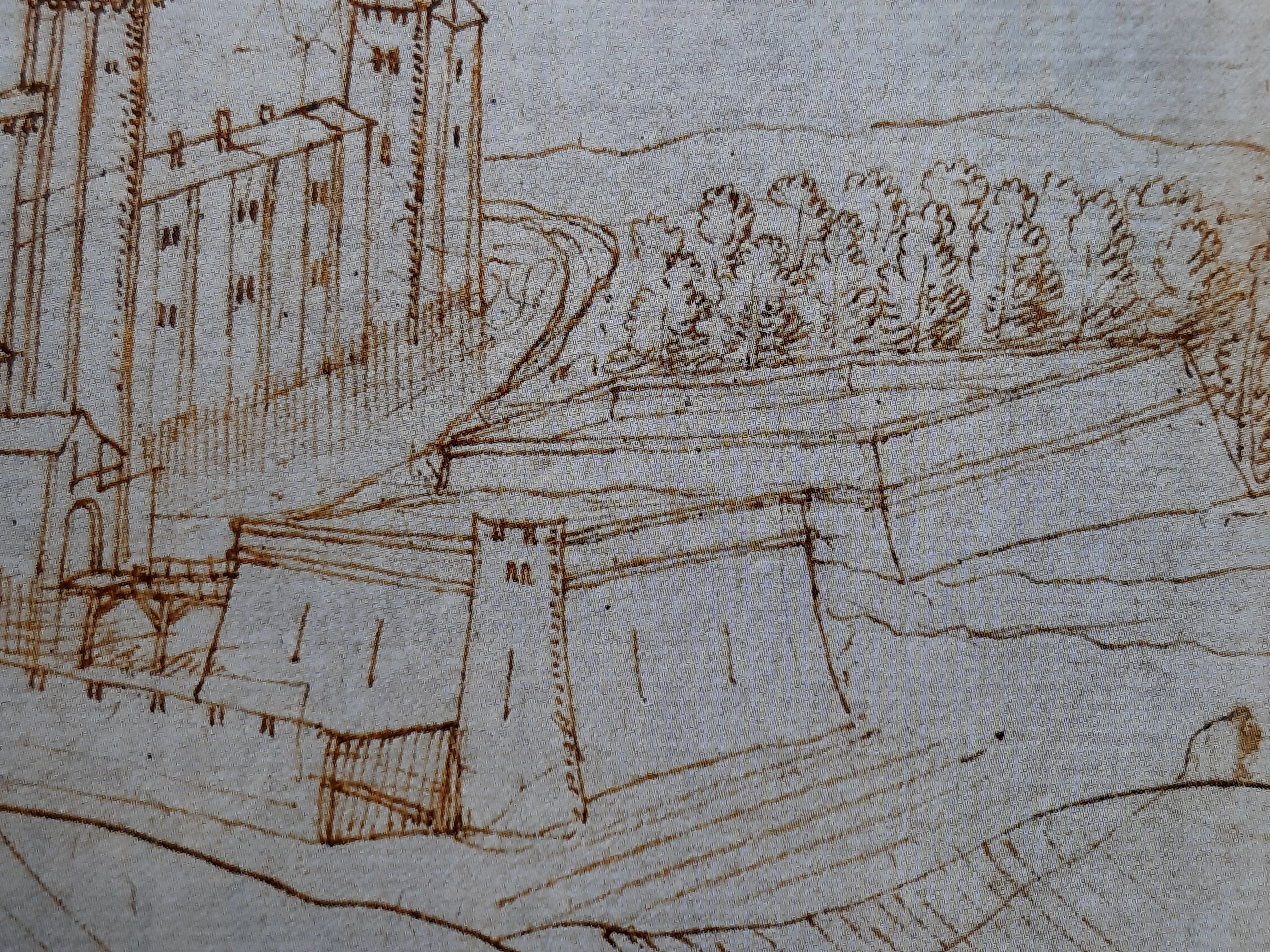
Illustration des Tenailles gardant la porte de Roquefort et le château de Nolibos (à gauche), d'après un plan établi par le peintre hollandais Joachim Duviert en 1612, conservé à la Bibliothèque nationale de France, Paris, Département des estampes, Vx, 23, fol. 298-299.

### XVIIesiècle
Sur un rôle des taxes foncières de 1618, cette artère est nommée « rue de Bournau (Bourg-neuf) ». Cette dénomination est confirmée sur un acte du 1er septembre 1653 : « Grande Rue du Bournau ». Sur un acte du 8 juillet 1679, elle est indiquée « Grand Rue ».
L'ordonnance du roi Louis XIII datée du 24 mai 1627 dispose que le château de Nolibos et les Tenailles soient détruites. La démolition sera effective quelques décennies plus tard.
Le couvent des Ursulines est construit en 1638 le long de la rue, côté nord. Devenu bien national à la Révolution française, il sera rasé au XIXe siècle pour permettre la construction de bâtiments adminsitratifs.
Après le saccage de 1577 de leur premier couvent par les soldats du capitaine protestant de Mesme lors des guerres de religion, les Clarisses logent dans plusieurs maisons du bourg dont elles font l'acquisition, avant de faire construire un nouveau couvent longeant le sud de la rue Maubec, à l'emplacement de l'actuel hôtel de la Préfecture au n°24. Ce deuxième couvent est achevé en 1691.

### XVIIIesiècle
L'espace libéré par la destruction de la Grande Tenaille est aménagé en place à la fin du XVIIIe siècle puis en square qui prend différents noms, avant de devenir l'actuel square des Anciens-Combattants.
La fête de la Fédération est célébrée à Mont-de-Marsan le 14 juillet 1790 sur la promenade remplaçant l'ancienne Grande Tenaille et sur la promenade Montrevel. La Révolution française entraîne l'apparition de nouvelles appellations : l'artère devient la « rue de la Convention Nationale », que l'on trouve sur des actes notariés des 8 juillet 1794, 30 novembre 1797 et en 1800.

### XIXesiècle
Au tout début du XIXe siècle, l'ingénieur urbaniste David-François Panay crée une voie nouvelle (la rue Sainte-Ursule, devenue plus tard la rue Duplantier, de nos jours la rue du 8 mai 1945), qui coupe la rue Maubec en deux et marque la séparation entre la rue Armand-Dulamon et la rue Victor-Hugo. Le changement de statut de la ville, élevée au rang de chef-lieu de département à la Révolution française, nécessite la construction de bâtiments administratifs décidés en 1808 par Napoléon Ier et qui vont se concentrer sur cet axe.
Le premier palais de justice de Mont-de-Marsan est bâti  entre 1807 et 1811 à l'angle de l'actuelle rue du 8 mai 1945, à l'emplacement de l'ancien couvent des Ursulines. Il reste en place jusqu'en 2021, date de son déménagement au quartier Saint-Jean-d'Août. La préfecture des Landes est construite de 1810 à 1818 à l'emplacement du deuxième couvent des Clarisses, devenu bien national à la Révolution française puis rasé. Jusqu'à sa construction, les préfets des Landes logent dans l'hôtel Brettes situé au 23 rue Armand-Dulamon.
Par délibération du conseil municipal du 5 mai 1806, le tronçon situé entre les actuelles rue du 8 mai 1945 et impasse Montrevel, connu sous l'appellation « Grand Rue » et en dernier lieu « rue de la Convention », devient « rue Impériale ». L'autre tronçon, compris entre l'impasse Montrevel et le boulevard Jean-de-Lattre-de-Tassigny, désigné « Bourg-Neuf » et en dernier lieu « quartier de la Révolution », redevient « Bourg Neuf ». La « Grande Rue » est indiquée sur différents actes entre 1810 et 1816, tout comme sur le cadastre napoléonien de 1811.
En 1811, la rue Victor-Hugo est sur le parcours de la route impériale no 11 entre  Bordeaux et Bayonne. En 1824, lors de la renumérotation des routes, ce tracé reçoit le nom de route nationale 10. À Mont-de-Marsan, la route arrivant de Roquefort passe par l'actuelle rue Victor-Hugo, la place Abbé-Bordes, la rue Robert-Wlérick, l'actuelle place Charles-de-Gaulle, avant de traverser l'actuel pont Gisèle-Halimi, d'emprunter la section de l'actuelle rue Léon-Gambetta située au nord du carrefour des Quatre-Cantons, de passer par la rue Frédéric-Bastiat, le nord de l'actuelle place Joseph-Pancaut, l'actuelle rue Maréchal-Bosquet et de quitter la ville par le quartier de Rigole sur la rive gauche de la Midouze en direction de Tartas, Dax et Bayonne.
Sur un acte du 29 novembre 1814, figure l'appellation « rue Royale », comme cela est confirmé par le conseil municipal du 16 mai 1813.
L'église de la Madeleine, fondée dès le Moyen Âge, s'effondre en 1821. Originellement orientée dans le sens est-ouest, elle est reconstruite dans le sens nord-sud pour s'aligner sur la rue et se voit doter d'un fronton néoclassique faisant écho au style des bâtiments administratifs nouvellement érigés.
Sur le plan général de la ville de 1845, le tronçon ouest de l'actuelle rue Victor Hugo compris entre la rue du 8 mai 1945 et la rue des Remparts, est désigné « rue Royale » et le tronçon est longeant l'actuel square des Anciens Combattants est désigné « Chaussée du Bourg-Neuf ». Sur un acte de 1864, l'artère est indiquée « rue de la Préfecture ». Le 6 février 1884, par délibération du conseil municipal, la voie anciennement désignée « rue de la Préfecture », « Rue Royale », « Grand Rue », devient la « Rue de la Préfecture ».
Enfin, le 6 juin 1885, le conseil municipal, à la suite d'une pétition attribue à cette artère sa dénomination actuelle « Rue Victor-Hugo » qui sera confirmée par une autre délibération datée du 14 avril 1899.

### XXesiècle
Le 6 octobre 1913, le cortège conduisant Raymond Poincaré emprunte la rue de la préfecture en direction de la rue Armand-Dulamon lors des fêtes présidentielles.

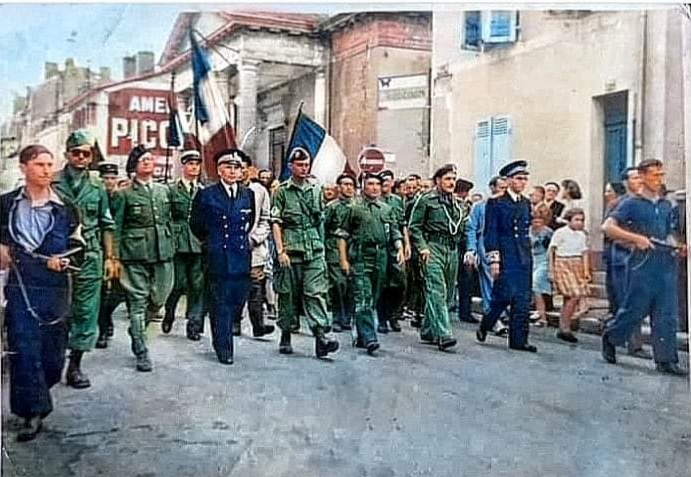
Défilé des autorités et des résistants dans la rue Victor-Hugo le jour de la libération de Mont-de-Marsan le 21 août 1944.

En 1975, l'hôtel Planté, construit en 1864 au n°23, devient le siège du Conseil départemental des Landes.

## Bâtiments remarquables et lieux de mémoire
Bâtiments disparus

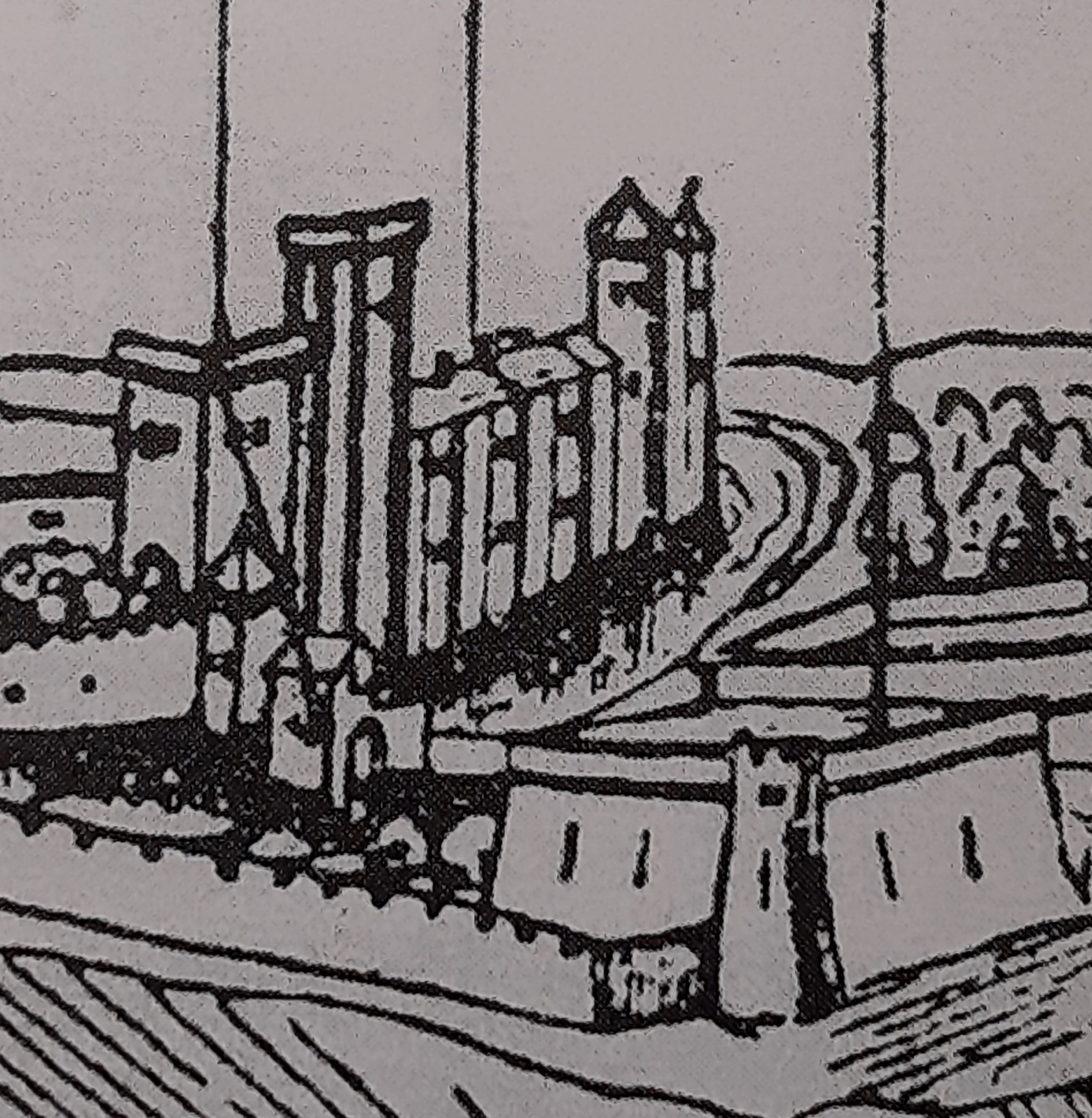
n°18 : Château de Nolibos (XIVe siècle), extrait du dessin réalisé par Joachim Duviert en 1612.
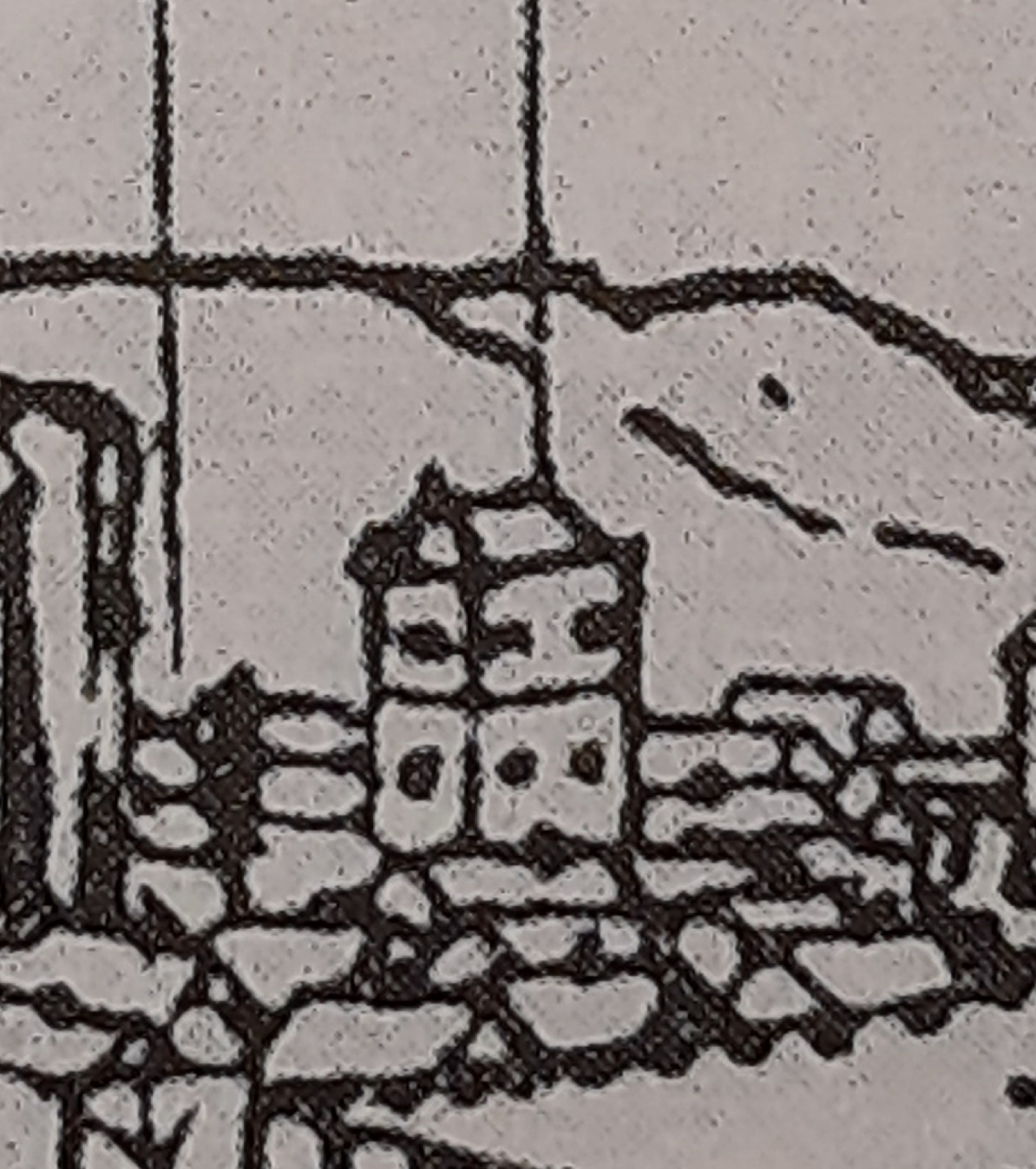
n°24 : second couvent des Clarisses (XVIIe siècle), extrait du dessin réalisé par Joachim Duviert en 1612. Emplacement actuel de la préfecture des Landes.

Bâtiments actuels

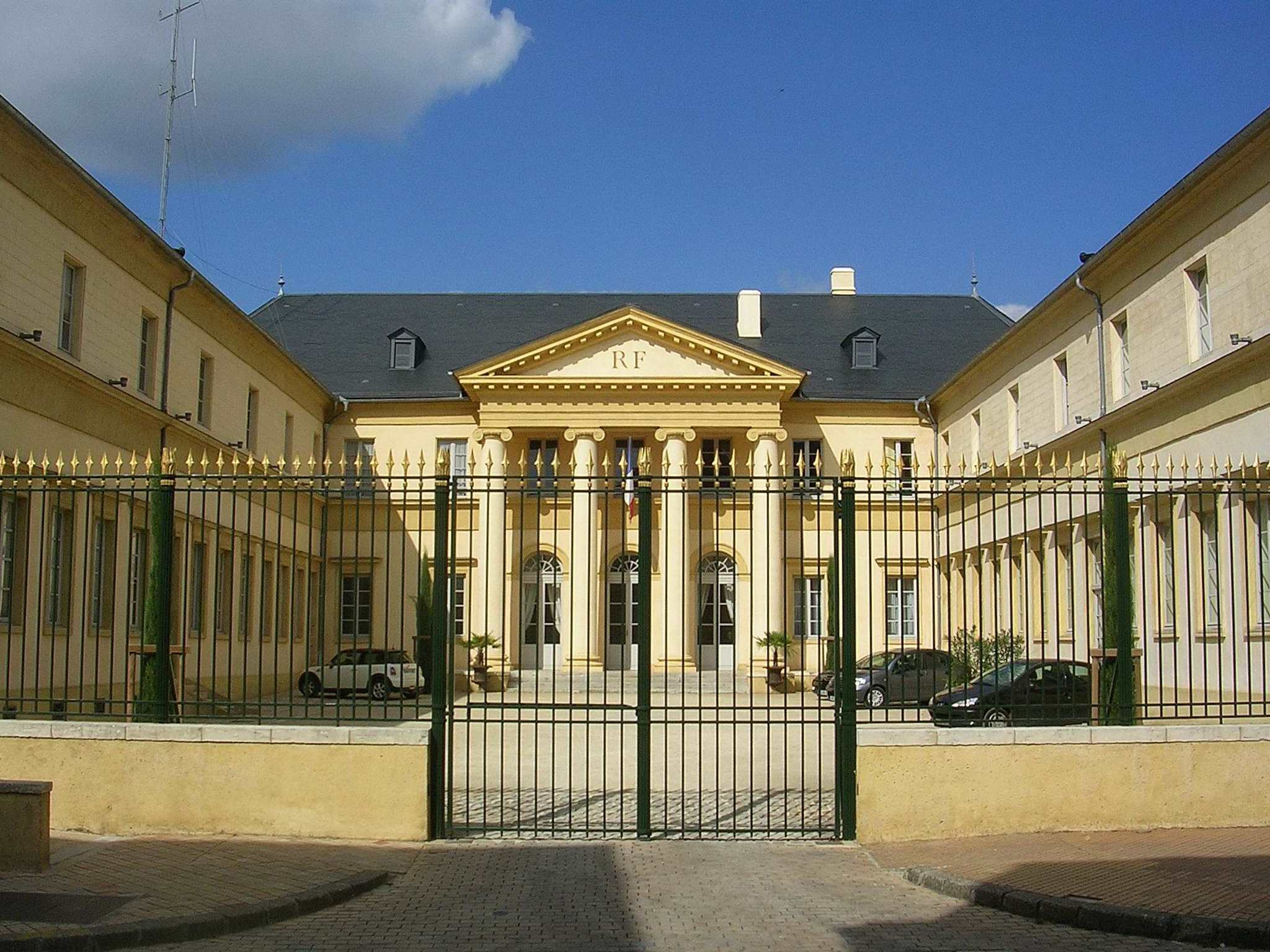
n°24 : préfecture des Landes (1818).
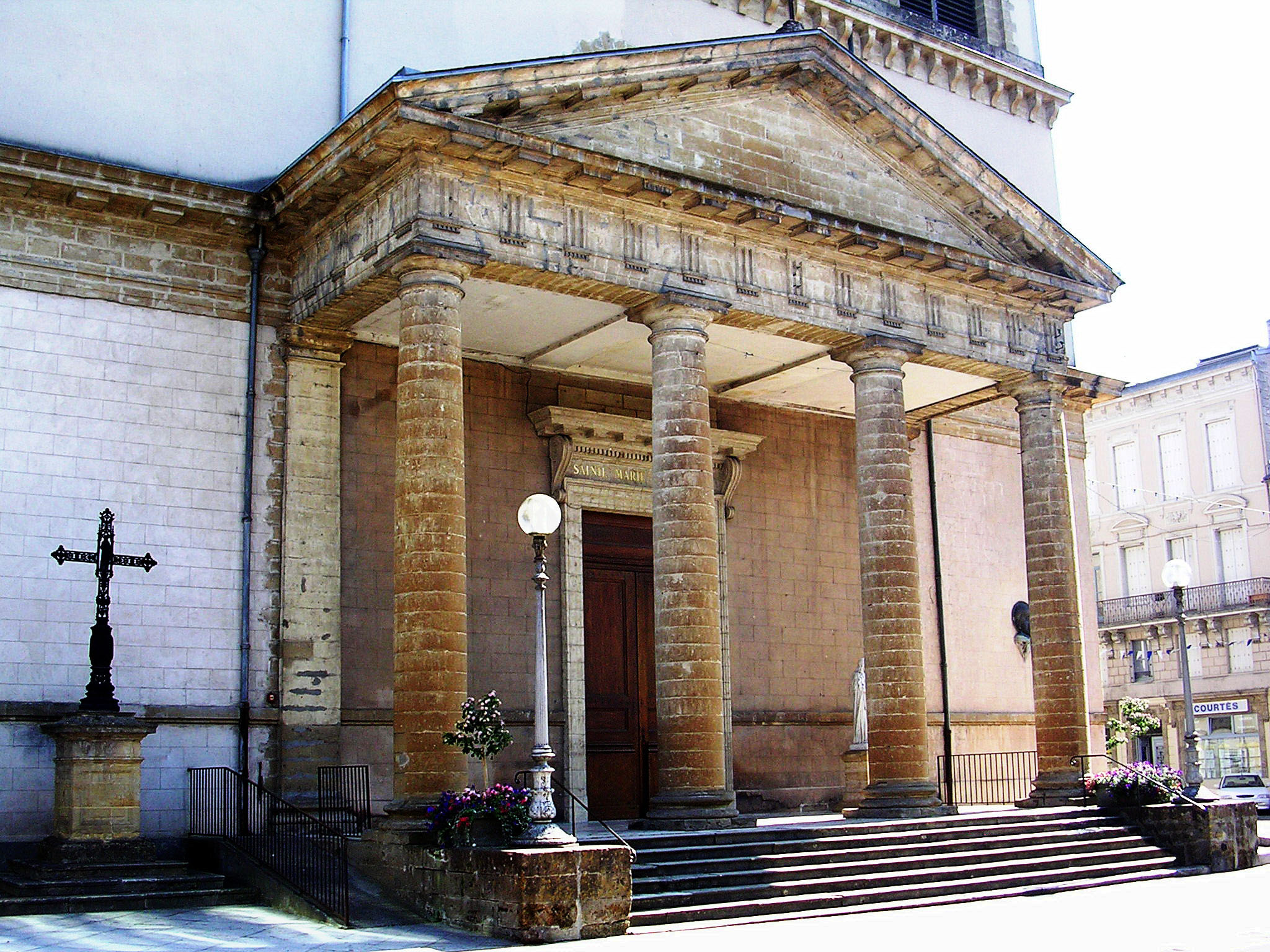
n°35 : fronton de l'église de la Madeleine (1831).
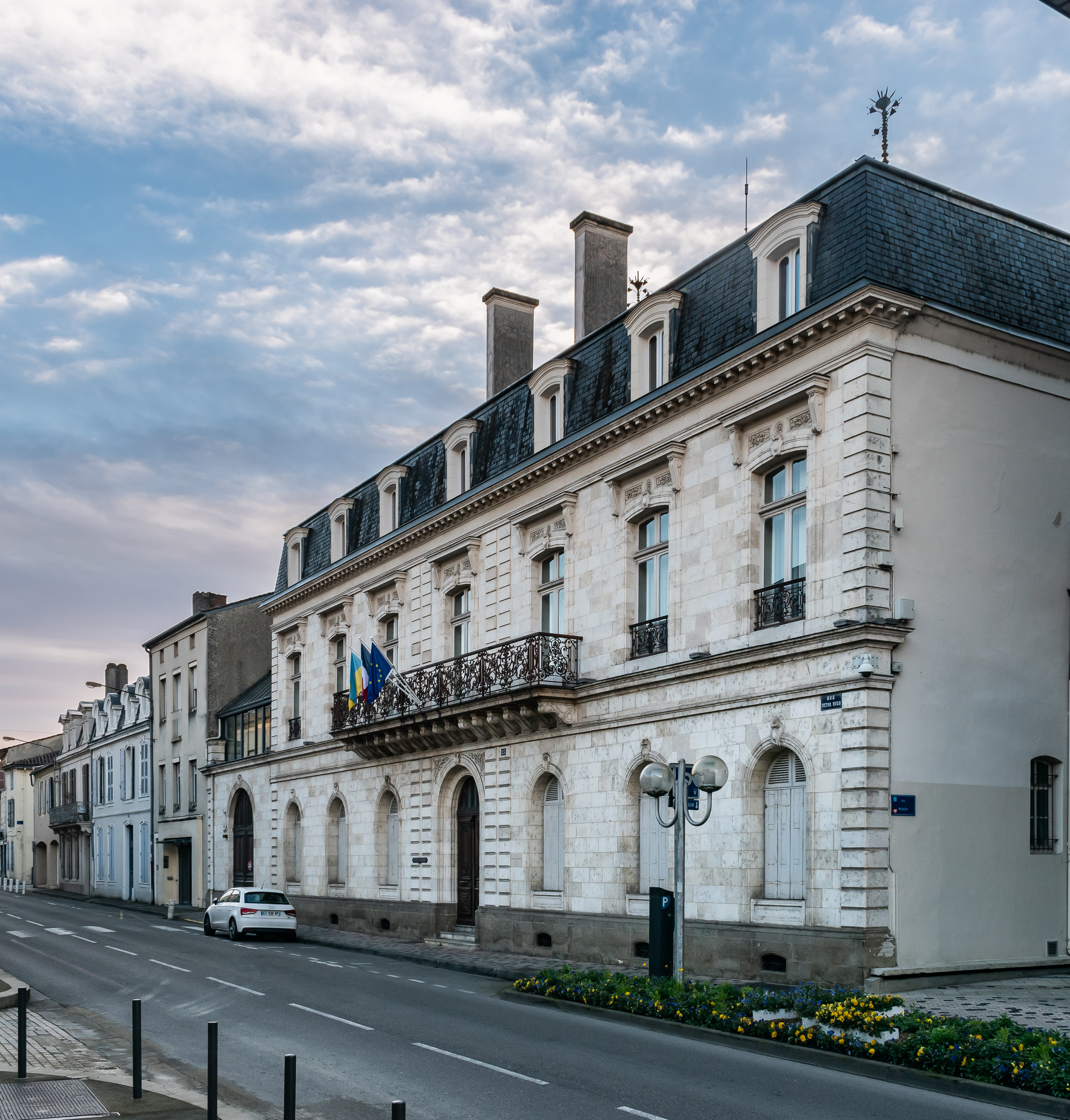
n°23 : hôtel Planté (1864), siège du Conseil départemental des Landes

Autres sites

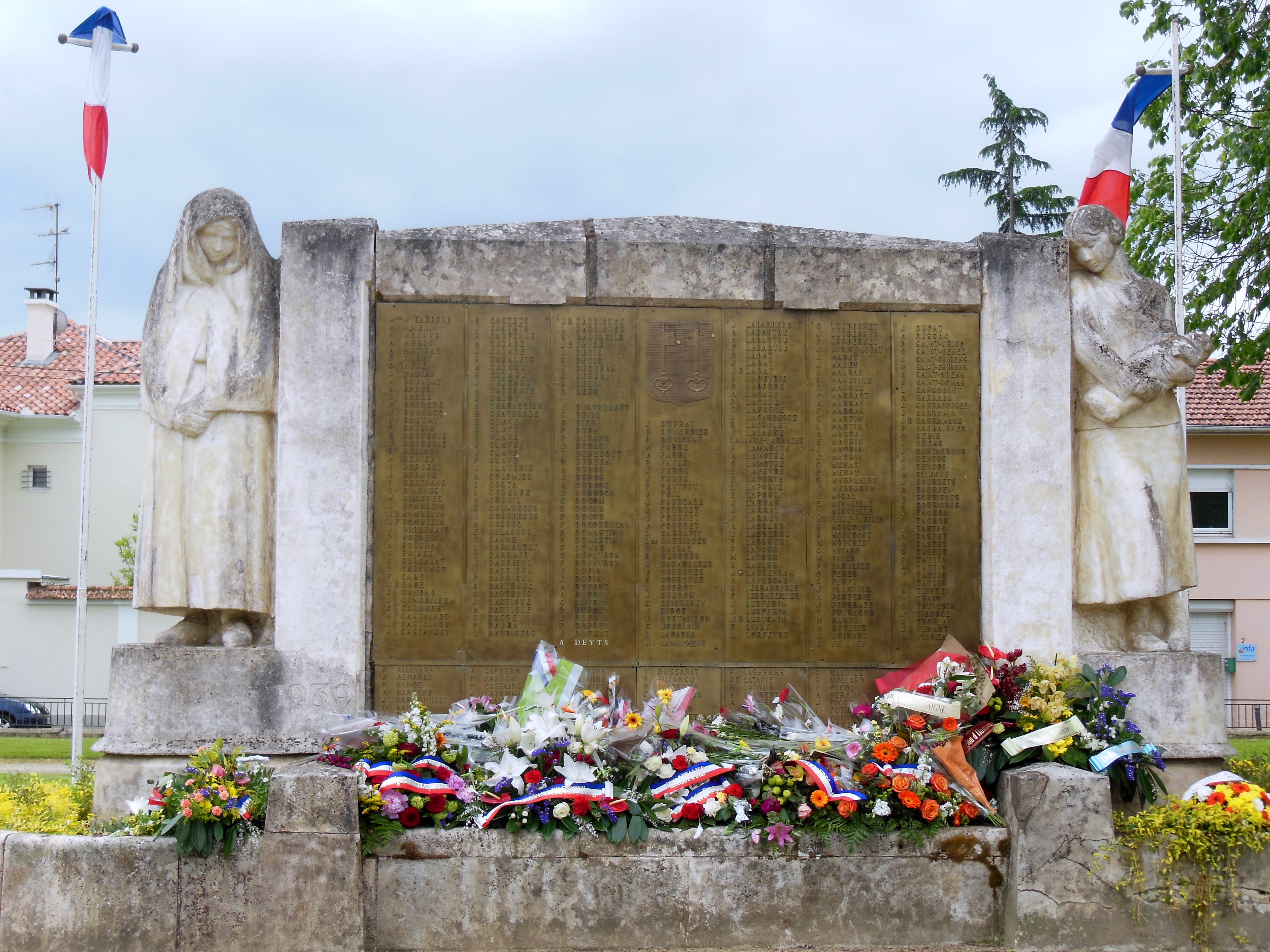
Square des Anciens-Combattants, avec le monument aux morts de Mont-de-Marsan et la Fontaine Les Jeux de la Mer (1935).
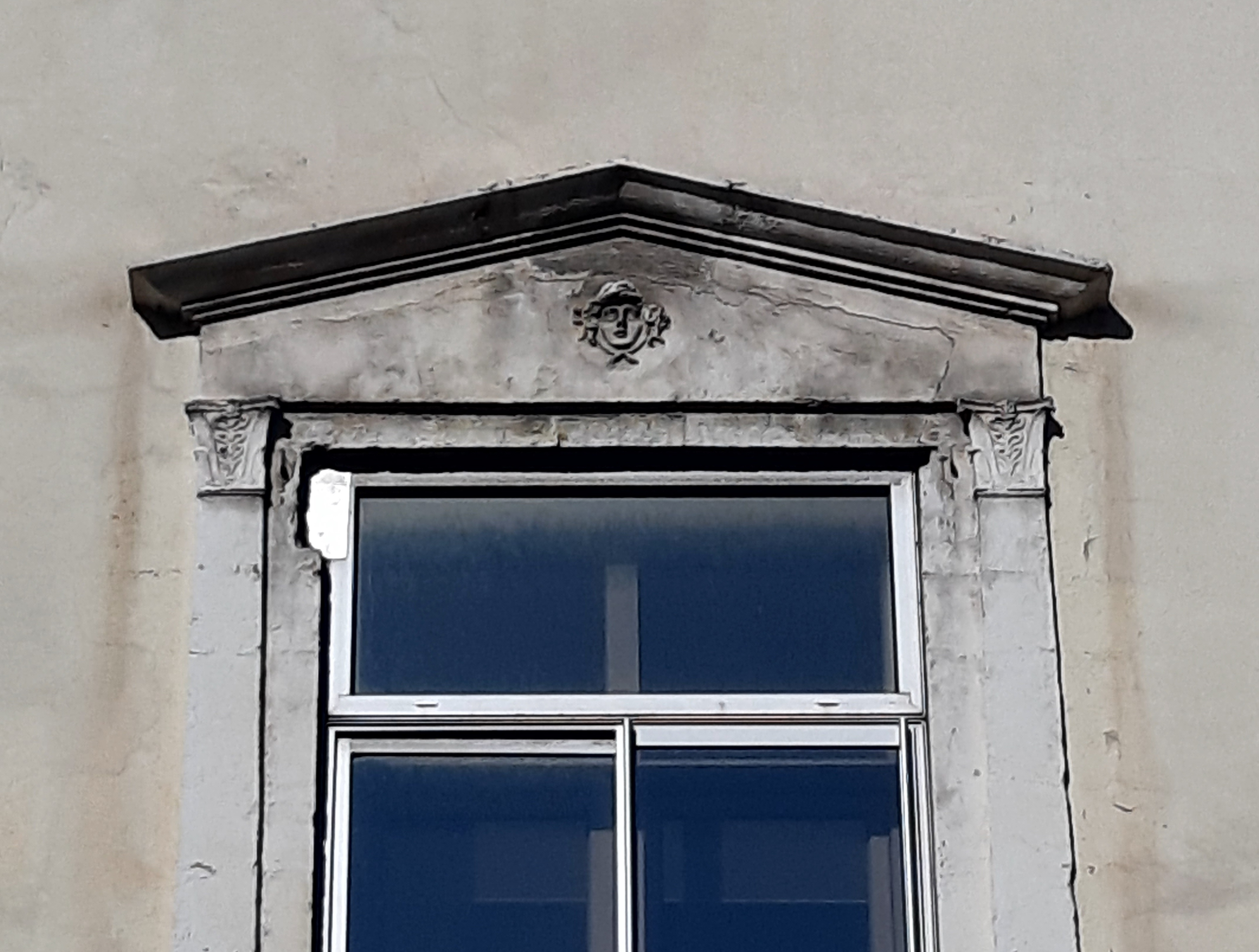
Mascaron de l'ancien palais de justice de Mont-de-Marsan (1811).

Maisons remarquables
- n°20 rue Victor-Hugo : propriété d'Antoine de Cours, seigneur du Vignau et de Lussagnet, qui la vend à Jean Clavé le 2 juin 1798[2] ;
- n°22 : maison appartenant depuis le XVIIIe siècle à la famille Junca. Le plafond de l'ancienne salle-à-manger était décoré de huit scènes représentant des fables de La Fontaine[1]. En juillet 1940, elle est réquisitionnée par l'occupant allemand qui en fait l'OrstKommandantur (centre de commandement de la ville). Elle le restera jusqu'au 21 août 1944, date de la libération de Mont-de-Marsan[20] ;
- n°28 : maison Labeyrie, habitée par Jean Labeyrie aîné, juge au tribunal de la ville au début du XIXe siècle. Lui succède un avocat, fondateur de la Société des courses de chevaux de la ville[2]. Au début du XXe siècle, elle devient la propriété du docteur Daraignez. A ce titre, le balcon est équipé de ferronneries portant le monogramme AD[1] ;
- n°30 : maison Brettes. Au XVIIIe siècle, il s'agit d'une ancienne maison presbytérale achetée au gouvernement en 1800 par Marthe-Françoise Brettes, appartenant à une famille de négociants montois enrichis depuis la fin du XVIIe siècle grâce au commerce fluvial du port de Mont-de-Marsan[2] ;
- n°32 : maison Tastet, famille de notables qui s'illustre dès le XVIIe siècle dans des fonctions administratives judiciaires ou dans la carrière des armes[2] ;
- n°33 : dans la maison aujourd'hui disparue située jadis à cette adresse est inauguré, le 15 juillet 1944, le siège de la Milice française qui regroupe « toutes les bonnes volontés et toutes les opinions pour cristalliser l'unité française garante du statut de la patrie… »[20] ;
- n°38 : ancienne maison d'une branche de la famille noble de Carrère de Loubère. Installée dans les Landes en 1667, elle s'allie par mariage à diverses familles de la noblesse landaise et à de riches marchands, comme les Marrast[n 5], [2].

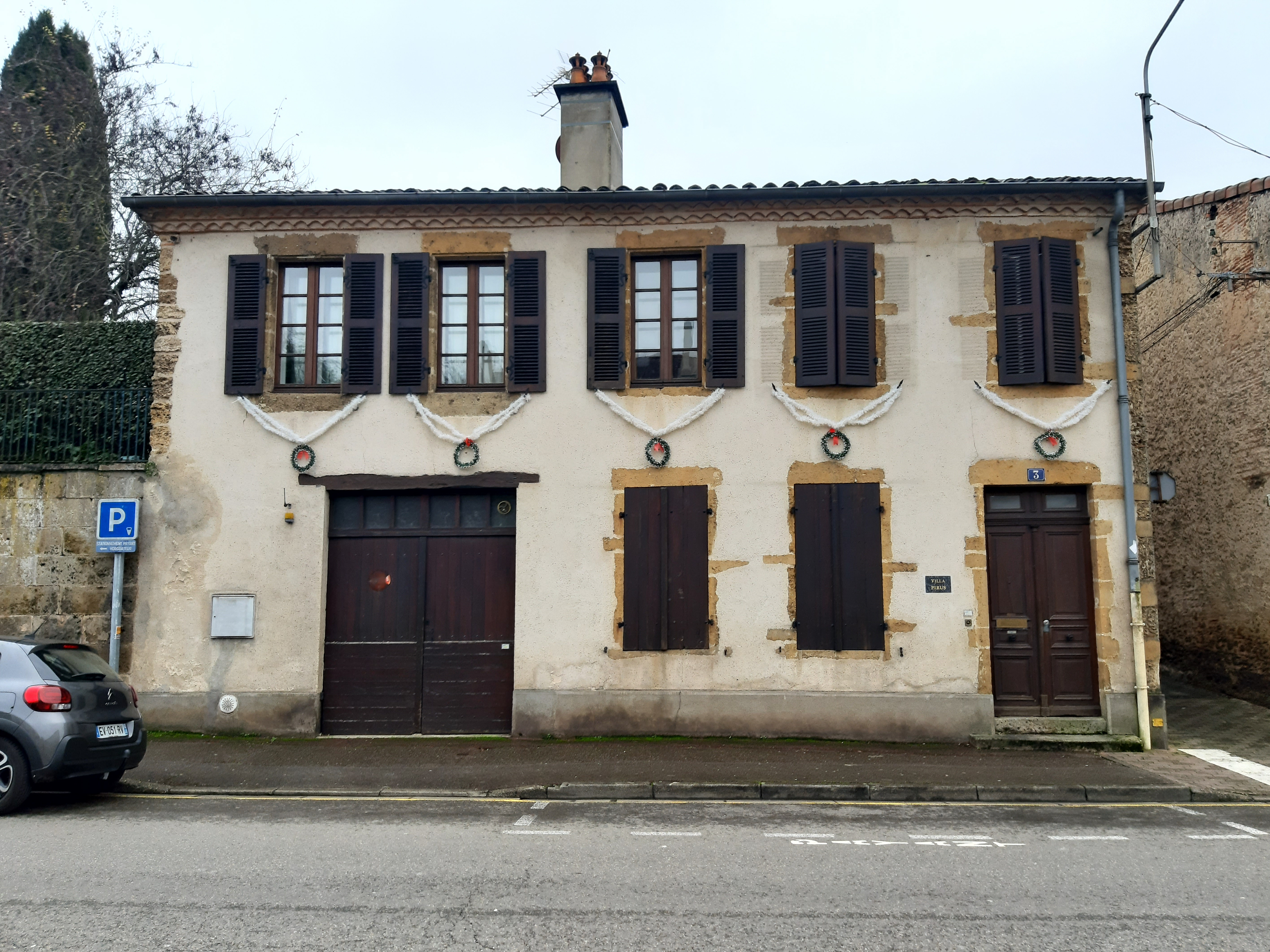
Villa Pirus, au n°3
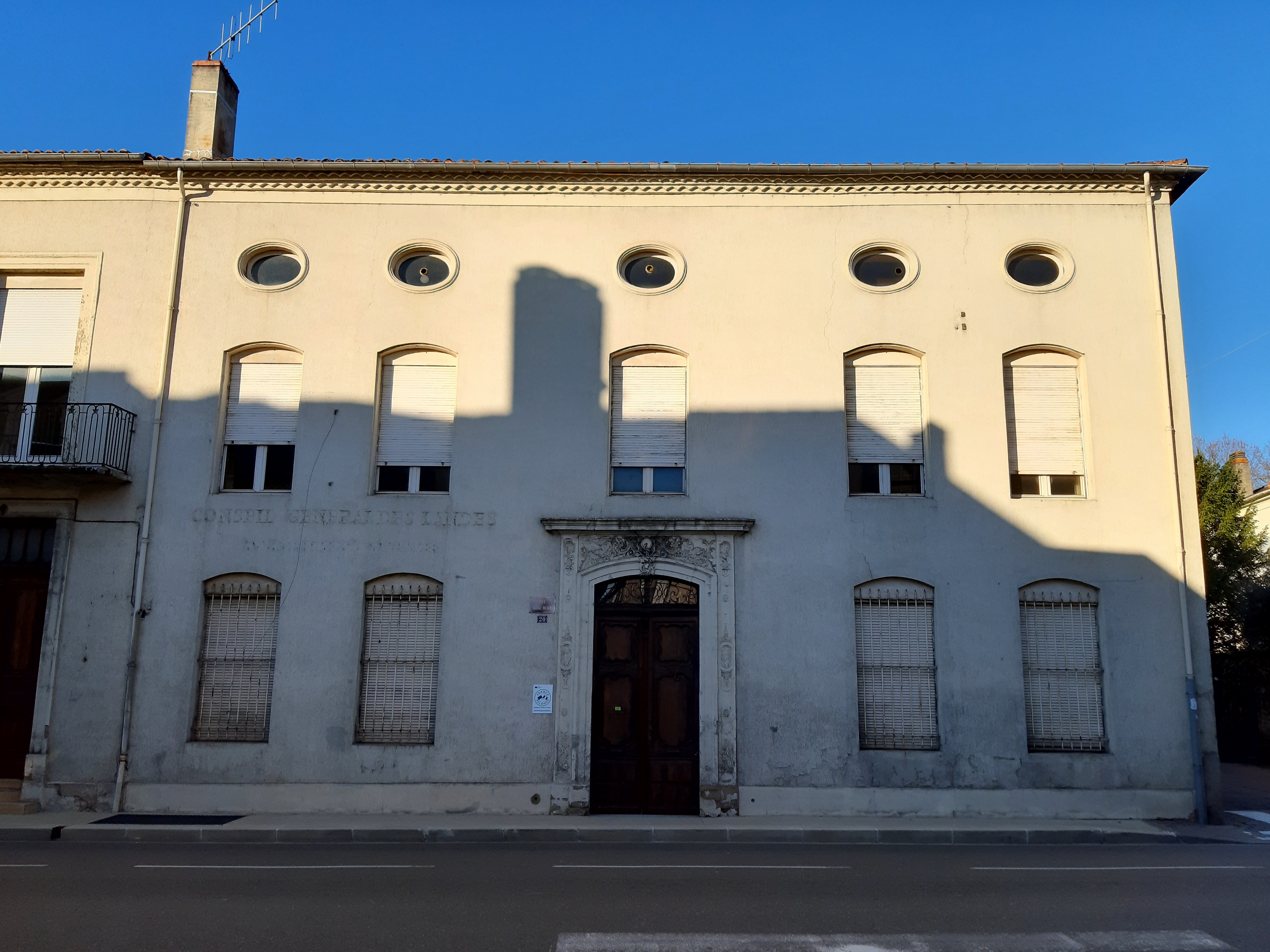
Maison d'Antoine de Cours, seigneur du Vignau et de Lussagnet, au n°20
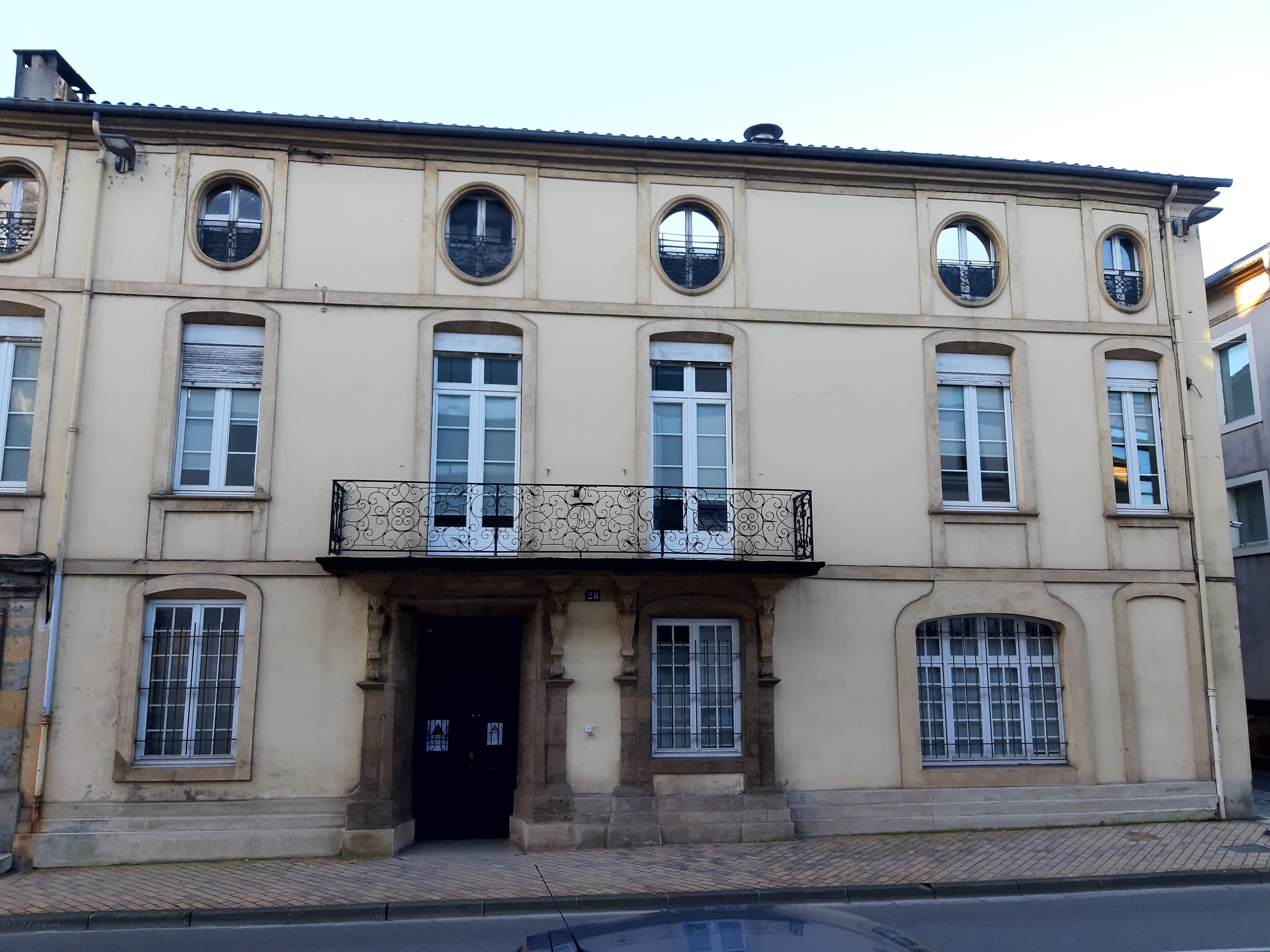
Maison Labeyrie au n°28